# Heliophanus chovdensis
Heliophanus chovdensis là một loài nhện trong họ Salticidae.
Loài này thuộc chi Heliophanus. Heliophanus chovdensis được Jerzy Prószyński miêu tả năm 1982.